# Giambattista Diquattro
Giambattista Diquattro (ur. 18 marca 1954 w Bolonii) – włoski duchowny rzymskokatolicki, arcybiskup ad personam, nuncjusz apostolski w Panamie w latach 2005–2008, nuncjusz apostolski w Boliwii w latach 2008–2017, nuncjusz apostolski w Indiach i Nepalu w latach 2017–2020, nuncjusz apostolski w Brazylii od 2020.

## Życiorys
24 sierpnia 1981 otrzymał święcenia kapłańskie i został inkardynowany do diecezji Ragusa. W 1984 rozpoczął przygotowanie do służby dyplomatycznej na Papieskiej Akademii Kościelnej.
2 kwietnia 2005 papież Jan Paweł II prekonizował go nuncjuszem apostolskim w Panamie oraz arcybiskupem tytularnym Giru Mons. Święcenia biskupie otrzymał 4 czerwca 2005 w katedrze św. Jana Chrzciciela w Ragusa. Udzielił mu ich kardynał kardynał Angelo Sodano – sekretarz stanu Stolicy Apostolskiej.
21 listopada 2008 papież Benedykt XVI mianował go nuncjuszem apostolskim w Boliwii.
21 stycznia 2017 papież Franciszek mianował go nuncjuszem w Indiach, będąc równocześnie akredytowanym w Nepalu.
29 sierpnia 2020 papież przeniósł go do nuncjatury w Brazylii.